# Grenzgraben (Ahbach)
Der Grenzgraben ist ein Fließgewässer in Bochum. Er führte früher auch Abwässer. Für den Grenzgraben wurde von 2008 bis 2009 ein neues Bachbett geschaffen. Die Güteklasse war 2013 I–II. Umbauarbeiten werden seit 2013 durchgeführt.
Der Bach ist wasserführend von einer Quelle in Höntrop westlich der Grenzstraße in Eppendorf an. Von seiner Quelle bis zur Gartenstraße, und wieder ab der Talstraße bis zur Mündung in den Ahbach verläuft der Bach auf der Grenze zwischen den Gemarkungen Eppendorf und Höntrop. Ein Zulauf existiert aus dem Bereich Südpark Wattenscheid (am Schwimmbad). Im Bereich der Talstraße fließt dem Bach das Wasser aus dem Graben Eppendorfer Straße hinzu. Nach dem Zufluss unterquert der Grenzgraben die Eisenbahnlinie Höntrop-Bochum, einen ehemaligen Eisenbahndamm der Zeche Maria Anna Steinbank und die Eisenbahnlinie Bochum-Wattenscheid. Danach fließt der Bach dem Ahbach zu.